# Iniéstola
Iniéstola település Spanyolországban, Guadalajara tartományban. Iniéstola Anguita községgel határos. Lakosainak száma 18 fő (2024).

## Népesség
A település népessége az utóbbi években az alábbiak szerint változott:
| Lakosok száma | 14   | 17   | 15   | 17   | 23   | 25   | 24   | 22   | 22   | 18   |
|               | 2001 | 2004 | 2006 | 2009 | 2011 | 2014 | 2016 | 2019 | 2021 | 2024 |